# Suzuki Kenji
Kenji Suzuki (sinh ngày 3 tháng 9 năm 1986) là một cầu thủ bóng đá người Nhật Bản.

## Sự nghiệp câu lạc bộ
Kenji Suzuki đã từng chơi cho FC Tokyo, Albirex Niigata Singapore, Gainare Tottori, Blaublitz Akita và Tochigi Uva FC.